# Belgische Basketballnationalmannschaft der Damen
Die belgische Basketballnationalmannschaft der Damen vertritt Belgien im internationalen Basketball und wird vom Dachverband Basketball Belgium organisiert. Belgiens erste Teilnahme an einem großen internationalen Turnier war bei der Europameisterschaft 1950. Die Mannschaft hat insgesamt vierzehn Mal an einer Europameisterschaft teilgenommen. Größte Erfolge nach zwei dritten Plätzen bei den Europameisterschaften 2017 und 2021 war der Titelgewinn bei der Europameisterschaft 2023 und die Titelverteidigung 2025. Außerdem hat Belgien jeweils zweimal an einer Weltmeisterschaft und an den Olympischen Spielen teilgenommen.
Aktuell ist Belgien amtierender Titelverteidiger bei den Basketball-Europameisterschaften der Damen.

## Abschneiden bei internationalen Wettbewerben

### Olympische Spiele
| - 2020 – 7. Platz - 2024 – 4. Platz |

### Weltmeisterschaften
| - 2018 – 4. Platz - 2022 – 5. Platz |

### Europameisterschaften
| - 1950 – 8. Platz - 1960 – 10. Platz - 1962 – 10. Platz - 1968 – 7. Platz - 1970 – 12. Platz | - 1976 – 12. Platz - 1980 – 13. Platz - 1985 – 12. Platz - 2003 – 6. Platz - 2007 – 7. Platz | - 2017 – . Platz - 2019 – 5. Platz - 2021 – . Platz - 2023 – . Platz - 2025 – . Platz |

## Kader
Eine Übersicht des aktuellen Kaders – der Basketball-Europameisterschaft der Damen 2025 – findet sich beispielsweise auf der englischsprachigen Fassung dieses Artikels.